# Coucy-lès-Eppes
 Coucy-lès-Eppes  là một xã ở tỉnh Aisne, vùng Hauts-de-France thuộc miền bắc nước Pháp.